# 親戚たち
『親戚たち』（しんせきたち）は、1985年7月4日 - 9月26日にフジテレビ系列で毎週木曜日22:00 - 22:54に放送されたドラマ。
長崎県諫早市を舞台に、困った時に強い絆を感じられる「血縁」をテーマにして繰り広げられる人間ドラマであった。諫早出身の役所広司が時代劇以外で主演した最初の作品である。台詞の一部には地元の諫早弁が盛り込まれている。

## 出演
（参考：）
- 役所広司 - 楠木雲太郎〈28〉
諫早の高校を卒業後に上京するも、その後借金だらけでサラ金に追われる身に。親族ら周りからは「フーケモンの雲太郎」と周囲から呼ばれていた（フーケモンとは、地元のことばで「愚か者」「まぬけ」という意味である）。
- 根津甚八 - 矢上四郎（スーパーマーケット社長）〈35〉
安売りながら年商300億円のスーパーマーケット・ホームセンター「サントス」社長。楠木家の持つ通称「楠木新開地」を、雲太郎を利用して買収しようと計画する。
- 中田喜子 - 楠木百合子〈32〉
夫の浩市が経営するドライブイン「紙風船」を手伝う。その美人ぶりが店の売り上げに大いに貢献しているとのこと。
- 佐藤B作 - 楠木浩市
- 庄司顕仁 - 楠木俊介
- 篠田三郎 - 杉山学〈32〉
医師。楠木家出身の妻・京子は3年前から行方不明。
- 谷川鮎 - 杉山理恵
学の娘。家政婦に面倒を見てもらっている。
- 下元勉 - 楠木竜造
- 馬渕晴子 - 楠木富子
- 手塚理美 - 楠木伸子〈25〉
竜造とその後妻・富子の一人娘。異母兄の浩市が経営するドライブインで働いていた。結婚式を挙げるも、当日になって相手が結婚詐欺師と分かり、深く傷ついた。
- 日高澄子 - 楠木光代
- 田辺靖雄 - 楠木正男
スポーツ店経営。未沙と泰一郎の父。
- 伊藤栄子 - 楠木恵子
未沙と泰一郎の母。
- 高部知子 - 楠木未沙〈18〉
長崎ウエスレヤン短期大学1年生。楠木家本家の虎造の孫。
- 新井信彦 - 楠木泰一郎
未沙の弟で、高校1年生。
- 桜金造 - 米崎源太
- 長塚京三 - 工藤
- 田中好子 - 木村順子〈26〉
伸子とは遠縁の幼なじみで、雲太郎の高校時代の後輩。カラオケスナック「螢」のママ。
- 山口良一 - 橋本元治
- 鶴田忍
- 久保晶 - 金谷吾平
- 島村美妃
- 沼田爆 - 葬儀屋
- 宮内順子
- 石丸謙二郎 - 永井（三田村）
- 北見治一 - 森山仁吉
- 成瀬正 - 岡部
- 松金よね子 - 看護婦
- 斉藤ゆう子 - 菊江
- 佐々木すみ江 - お代人様
- 田根楽子

## スタッフ
- 脚本：市川森一
- 演出:河村雄太郎、鈴木恵悟、笹本泉
- 編成：重村一
- プロデュース：中村敏夫
- 音楽:市川秀男
- 主題曲：「想い出のグリーングラス」
- 制作・著作：CX

## その他
- 舞台となった長崎県諫早市は、脚本の市川森一と主演の役所広司の出身地である[3]。
- 役所は当時時代劇俳優であったが、市川が初めての現代劇への主役として抜擢し、役所の出世作となった。市川と役所は同郷というだけでなく、市川と役所の兄が同級生で旧知の仲であった。[4]
- このドラマの影響で、諫早市にある本明川の渡石が復元された。
- ディスカウントショップ地場大手の「サンアイ」（2008年倒産）が根津の経営する「サントス」として使用された。また、脚本の市川森一が当時非常勤講師をつとめていた長崎ウエスレヤン短期大学の教室が学校シーンのロケに使用された。
- 諫早を舞台にした野呂邦暢の小説「鳥たちの河口」や伊藤静雄の詩もドラマの中に登場する。
- 2015年現在DVD等のソフト販売はされていない。

## サブタイトル
| 各話   | 放送日        | サブタイトル       | 演出       |
| ------ | ------------- | ------------------ | ---------- |
| 第1回  | 1985年7月4日  | 故郷よ、泣かないで | 河村雄太郎 |
| 第2回  | 1985年7月11日 | 1億6500万円!?      | 河村雄太郎 |
| 第3回  | 1985年7月18日 | とりあえずお葬式   | 河村雄太郎 |
| 第4回  | 1985年7月25日 | 霊がとりついた!?   | 鈴木恵悟   |
| 第5回  | 1985年8月1日  | 蛍に魅せられた夜   | 鈴木恵悟   |
| 第6回  | 1985年8月8日  | 他人に戻ります     | 鈴木恵悟   |
| 第7回  | 1985年8月15日 | 男が立つか!?       | 河村雄太郎 |
| 第8回  | 1985年8月22日 | 川祭りに帰りたい   | 河村雄太郎 |
| 第9回  | 1985年8月29日 | 裸になったワタシ   | 笹本泉     |
| 第10回 | 1985年9月5日  | 別れの朝           | 鈴木恵悟   |
| 第11回 | 1985年9月12日 | 新開地に変死体?    | 鈴木恵悟   |
| 第12回 | 1985年9月19日 | 偽りのプロポーズ   | 河村雄太郎 |
| 最終回 | 1985年9月26日 | 幻想の故郷へ       | 河村雄太郎 |

## 関連文献
- 市川森一『親戚たち』大和書房、1985年9月25日。

| フジテレビ系 ナショナル木曜劇場 | フジテレビ系 ナショナル木曜劇場 | フジテレビ系 ナショナル木曜劇場 |
| 前番組                          | 番組名                          | 次番組                          |
| ------------------------------- | ------------------------------- | ------------------------------- |
| 間違いだらけの夫選び            | 親戚たち                        | アルザスの青い空                |